# Curt Warås

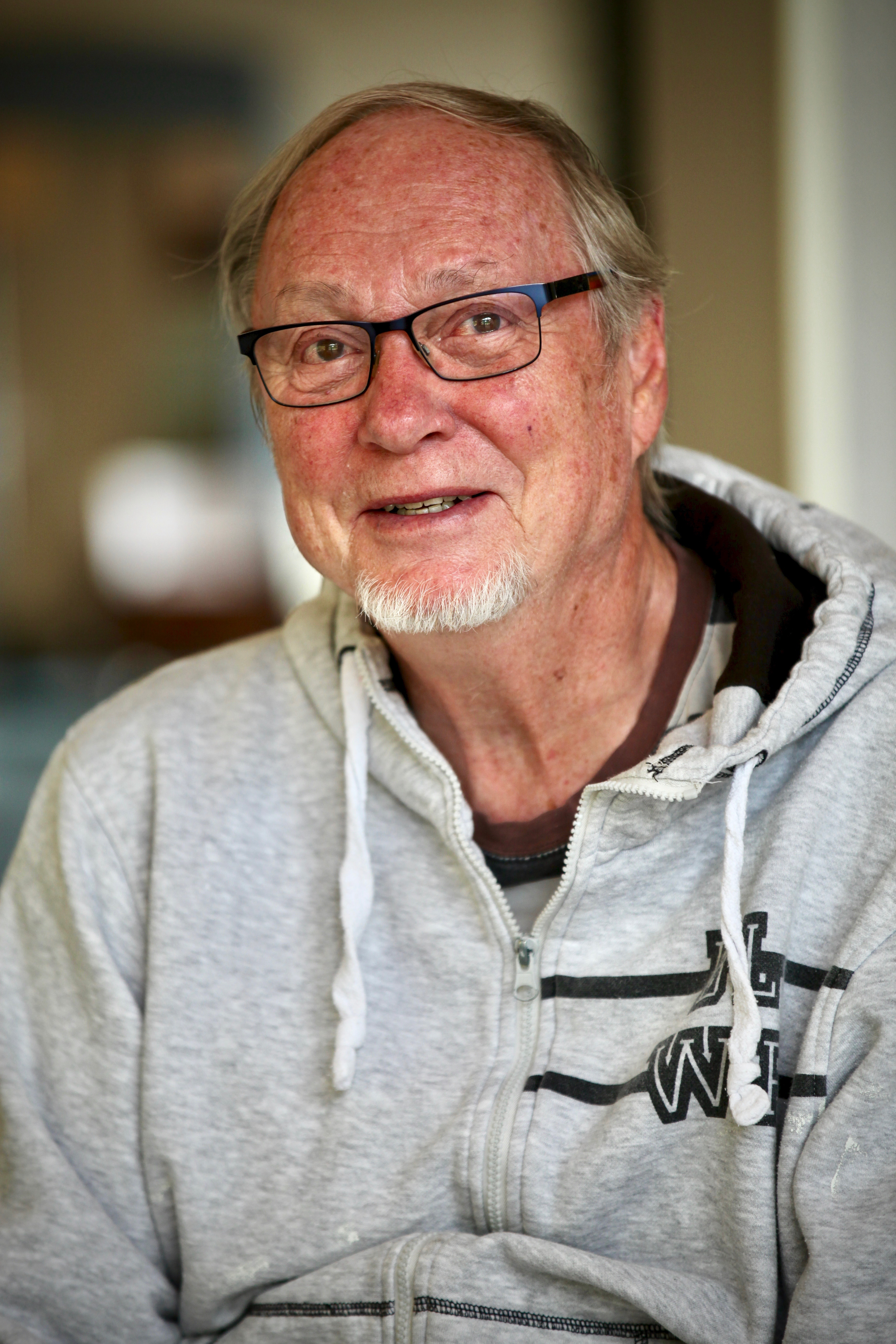
Curt Warås, 2018.

Curt Anders Warås, född 13 februari 1943 i Karlskoga församling i Örebro län, är en svensk fotograf.
Curt Warås utbildades 1963 vid Famous Photographers' School. Han var anställd på Göteborgs-Posten i 45 år som pressfotograf men har även gjort frilansarbeten åt Expressen, Aftonbladet, Dagens Nyheter, Sydsvenskan och Svenska Dagbladet med flera.
År 1973 tog han för Göteborgs-Posten bilden Kråkesunds gap, som blev en av Sveriges mest sålda pressbilder.
Warås har porträtterat bland andra Ingrid Bergman, Astrid Lindgren och Bill Clinton. Hans verk finns representerade på Göteborgs Stadsmuseum, Bohusläns museum och Vänersborgs museum.